# 덴카코리아
덴카 코리아(영어: Denka Korea, 일본어: デンカコリア株式会社)는 한국에 들어온 일본의 화학소재 회사이다. 덴카의 지사로 대한민국에 2010년 한국법인을 설립하였다.